# Albrecht Patzig
Karl Albrecht Patzig (* 1. November 1850 in Chemnitz; † 5. Oktober 1929 in Bad Tölz) war Buchhändler, Parteisekretär und Mitglied des Deutschen Reichstags.

## Leben
Patzig besuchte das Gymnasium in Nürnberg und Würzburg von 1859 bis 1869. Er war anschließend Buchhändler bis 1877 und dann Redakteur politischer Zeitungen (Frankfurter Journal, Hannoverscher Courier u. a.). Zwischen 1888 und 1903 war er Generalsekretär der nationalliberalen Partei und dann Verlagsbuchhändler (in der Firma W. Baensch, Berlin).
Er diente als Einjährig-Freiwilliger im 9. Königlich Bayerischen Infanterie-Regiment und avancierte bis zum Oberleutnant der Landwehr. Auch war er Verfasser zahlreicher, im Auftrag der nationalliberalen Partei herausgegebener Schriften und Mitherausgeber der Deutschen Stimme und der Bibliothek für Politik und Volkswirtschaft.
Von 1903 bis 1907 war er Mitglied des Deutschen Reichstags für den Wahlkreis Reichstagswahlkreis Herzogtum Sachsen-Coburg-Gotha 1 (Coburg) und die Nationalliberale Partei.